# 제임스 맥대니얼
제임스 맥대니얼(James McDaniel, 1958년 3월 25일 ~ )은 미국의 배우이다.

## 출연 작품
- 밤이 오면 (2018, Night Comes On)
- 새크리파이스 (2014)
- 홈 (2013)
- 머더 인 어 스몰 타운 (2013)
- 킹스 페이스 (2013)
- 유아 노바디 틸 섬바디 킬스 유 (2012)
- 뷰티 앤 더 브리프케이스 (2010)
- 씨 유 인 셉템버 (2010)
- 디트로이트 1-8-7 (2010)
- 킬러 헤어 (2009)
- 호스틸 메이크오버 (2009)
- 어스워크 (2009)
- 리빙 헬 (2008)
- 워 이글, 아칸소 (2007)
- 엘 코테즈 (2006)
- 스틸 시티 (2006)
- 러브 몽키 (2006)
- 테이큰 (2002)
- 선샤인 스테이트 (2002)
- 살인 공모 (2000)
- 디펜더스 2 (1998)
- 싸일런싱 메리 (1998)
- 머더 인 마인드 (1997)
- 위험한 진실 (1997)
- 스캠 - 사기 방정식 (1993)
- 말콤 X (1992)
- 엄밀한 일 (1991)
- 흑백 살인 (1990)
- 노인과 바다 (1990)
- 허클베리 핀의 모험 (1985)

### 텔레비전
- 뉴욕경찰 24시 (1993-2001)
- 라스베가스 (2003-05)
- 커플로 살아남기 (2004-05, Life as We Know It)
- Conviction (2006)